# Żelazne prawo płac D. Ricardo
Żelazne prawo płac, inaczej spiżowe prawo płacy roboczej – prawo ekonomiczne, według którego wysokość płac realnych pracowników w długim okresie jest zdeterminowana przez minimalne koszty utrzymania pracownika i jego rodziny.
David Ricardo płace uważał za niezbędną cenę utrzymania równowagi na rynku pracy bez wzrostu ani spadku ich liczby. Ta zależność została określona jako „żelazne prawo płac”. Miało ono dostosowywać poprzez wysokość płac wahania popytowo-podażowe na rynku pracy. Z tego „obiektywnego” prawa miała wynikać nieuchronność utrwalanych od wieków stosunków społecznych. Co więcej, jakiekolwiek korekty uważał za niedopuszczalne, twierdząc, że „płace, podobnie jak wszystkie inne umowy, należy pozostawić działaniem lojalnej i wolnej konkurencji na rynku, a ustawodawstwo nie powinno ich nigdy regulować”.